# Charlotte Blacklock
Pour les articles homonymes, voir Blacklock.

Médaille de la grève de la faim de Charlotte Blacklock

Charlotte Blacklock (1857-1931) est une suffragette britannique, qui reçoit la médaille de la grève de la faim pour avoir entamé une grève de la faim en faveur du droit de vote des femmes.

## Biographie
Blacklock est née en 1857 à Brighton, dans le Sussex, en tant que plus jeune enfant de Joseph Davidson (ou Davison) Blacklock et d'Emma Walton Blacklock  qui dirigeent deux pharmacies au 32 Old Stiene et 109 Kings Road, Brighton  (le terme contemporain était chimiste, droguiste et fabricant d'eau gazeuse). Elle a un demi-frère, Arthur Woolsey Blacklock, (né en 1840, qualifié de docteur à Aberdeen, plus tard astronome) issu du premier mariage de son père  ainsi que deux frères aînés Philip Walton, né en 1853, qui l'aide leur mère à poursuivre l'entreprise à la mort de leur père en 1876 et William né en 1855, et une sœur Anne Maria, née en 1854.
Elle est décrite comme gouvernante lors du recensement de 1881.
Blacklock est proche de sa cousine, l'artiste Amy Sawyers, qui peint ensuite son portrait.
Elle est basée à Londres puis déménage à Ditchling, Sussex en 1918.
Blacklock est décédée en 1931.

## Implication dans le mouvement pour le droit de vote

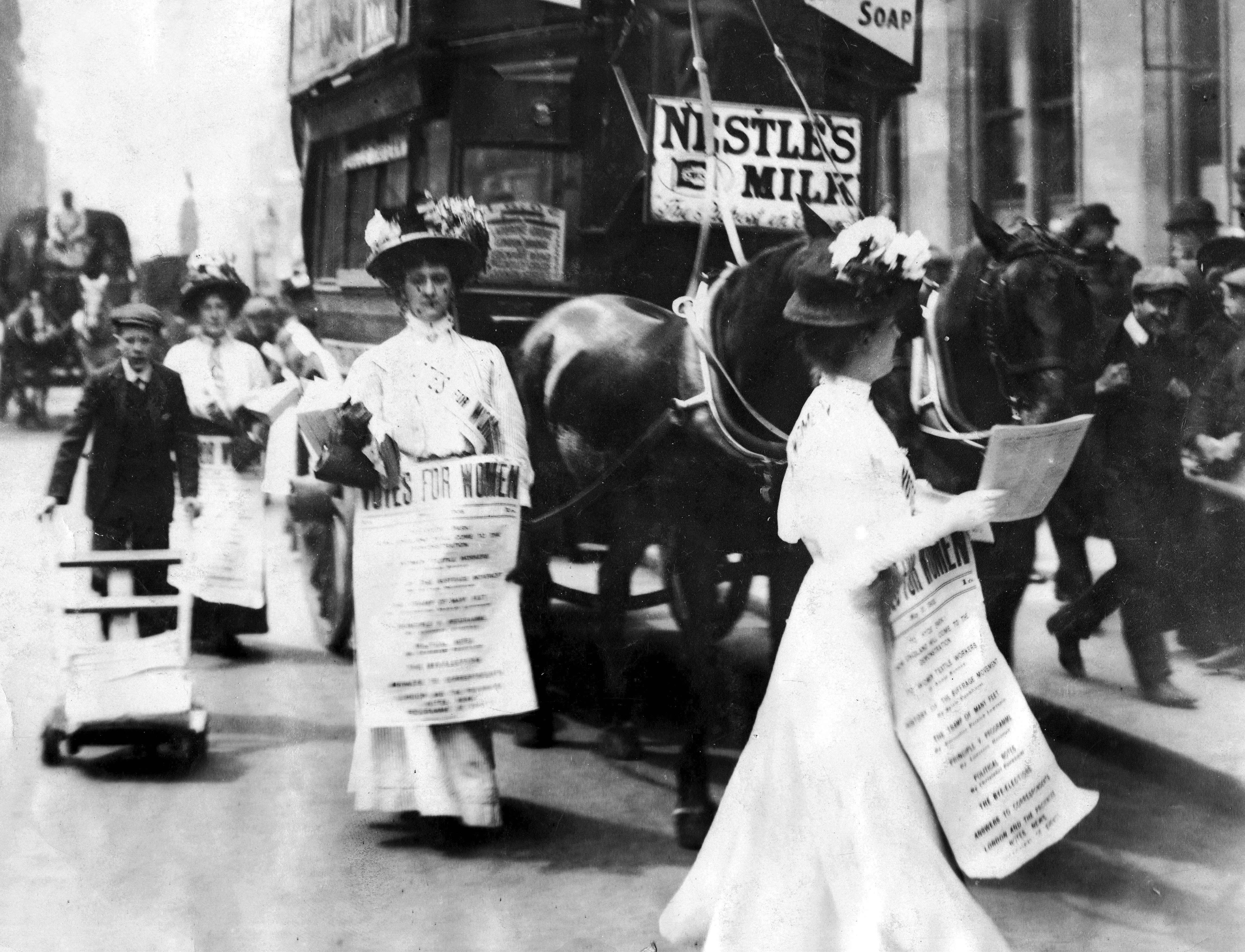
Journal Votes for Women

Elle rejoint la branche londonienne de Chelsea de la Women's Social and Political Union (WSPU) avant novembre 1908, lorsqu'elle écrit dans Votes for Women à propos des défilés portant « des pancartes violettes, vertes et blanches... agissant dans le rôle d'hommes sandwich »  et les conférencières Mme Penn Gaskell, Miss Naylor et (bientôt) Miss Canning utilisés pour attirer un « public à la mode » à Sloane Square .
En avril de l'année suivante, Blacklock écrit sur le Chelsea Art Stall pour la WSPU et la visite de l'auteur Laurence Housman, cofondateur de la Men's League for Women's Suffrage.
Blacklock est également parmi les premiers à rechercher ce qu'on appellerait désormais des « financements participatifs » pour aider à payer le loyer d'un magasin local de matériel de marchandisage pour la WSPU à Chelsea .
Blacklock est arrêtée le 11 mars 1912 pour avoir brisé les vitres de Charles Lynton à Picadilly, Londres, d'une valeur de 6 £ 15 shillings, un point contesté par sa défense lors du procès.Au total, cent vingt-six (ou deux cent vingt femmes y participent, mais toutes ne sont pas inculpées, selon les sources) et l'estimation des dommages s'élève à 4 000 £, voire jusqu'à 6 000 £. Les violences et les arrestations sont décrites dans la presse jusqu'en Australie,. Les Australiennes ont obtenu le droit de vote avant les Britanniques.
Blacklock est condamnée à une peine sévère de quatre mois d'emprisonnement. Elle entame une grève de la faim et elle est gavée de force,.

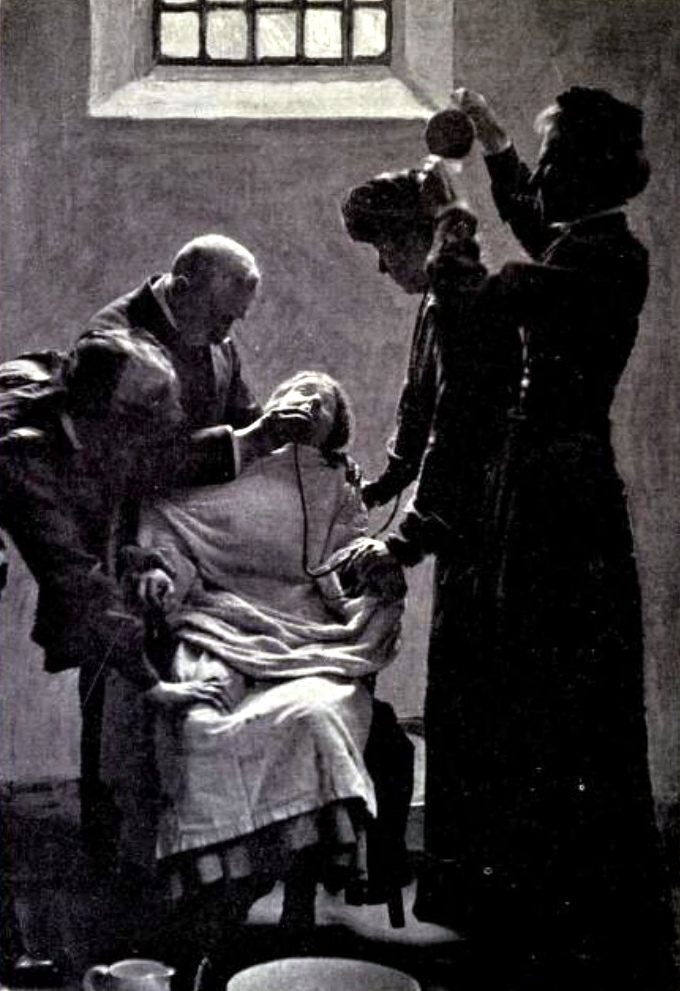
Le gavage forcé des suffragettes

Elle signe un livre d'autographes le 1er mai 1912, avec d'autres prisonnières de la prison de Birmingham, vendu aux enchères en 2012.
Blacklock reçoit l'une des cent Hunger Strike Medal « pour la bravoure » avec la date du 1er mars 1912 sur la barre, en reconnaissance de ses souffrances pour la cause par la WSPU.
Depuis 2011  sa médaille est exposée au Musée de la démocratie australienne, avec un portrait d'elle peint par sa cousine Amy Sawyers,.